# Pagarawan
Pagarawan is een bestuurslaag in het regentschap Bangka van de provincie Bangka-Belitung, Indonesië. Pagarawan telt 4298 inwoners (volkstelling 2010).